# Pachybrachis brevicollis
Pachybrachis brevicollis är en skalbaggsart som beskrevs av J. L. Leconte 1880. Pachybrachis brevicollis ingår i släktet Pachybrachis och familjen bladbaggar. Inga underarter finns listade i Catalogue of Life.